# Вандови
Вандови (Vandeae) е триб растения от семейство Салепови (сем. Салепови е по-известно като Орхидеи). Включва многогодишни, едносемеделни, тревисти растения класифицирани към подсем. Epidendroideae. Повечето растения от триба са епифити, но въпреки това се срещат и литофити, както и земни представители. Тези растения са широко разпространени и са едни от най-популярните Орхидеи сред отглежданите като декоративни растения. Един от най-известните представители е т.нар. Фаленопсис. Създадени са множество междувидови и междуродови хибриди. Трибът носи името на класифицирания в него популярен род Ванда. Вандови включва и всеизвестната Дарвинова орхидея, популярна заради симбиозата със специфичен представител нощна пеперуда. Отличителна черта на тези Орхидеи е, че цветоносът може да се появи навсякъде странично на растението, но не и централно от пазвата на листата. Триб Вандови включва в себе си общо 3 подтриба, обединяващи множество родове и хибриди.